# Force Ouvrière
Confédération Générale du Travail - Force Ouvrière, eller endast Force Ouvrière (CGT-FO), är den tredje största fackliga centralorganisationen i Frankrike. Den bildades 1948 av medlemmar ur Confédération Générale du Travail (CGT) som ansåg att Franska kommunistpartiet hade för stort inflytande i CGT. Under 1980-talet hävdade vänstertidningen Libération att splittringen anstiftades av den amerikanska säkerhetstjänsten CIA och fått medel därifrån genom American Federation of Labors (AFL) Irving Brown.
Några kända medlemmar i CGT-FO är Léon Jouhaux, Arlette Laguiller, André Bergeron och Marc Blondel.